# Fiskarhagen
Fiskarhagen är en småort i Botkyrka kommun, Stockholms län. Orten ligger sydväst om Norsborg i norra Botkyrka, mellan sjöarna Aspen och Bornsjön. Samhället sträcker sig längs båda sidorna av Sankt Botvids väg, som är en del av den historiska Göta landsväg.

## Beskrivning
År 1990 benämndes denna småort Fiskarhagen + Kullen + Draget och omfattade då en större yta. Den hade då 146 invånare på 38 hektar och där ingick vad som 1995 blev den separata småorten Draget och Kullen. 
Avståndet mellan Aspen och Bornsjön är strax norr om Fiskarhagen bara 280 meter och enligt fornforskaren Olof Hermelin fanns här en numera torr kanal som förband Aspen med Bornsjön.

## Kanalen

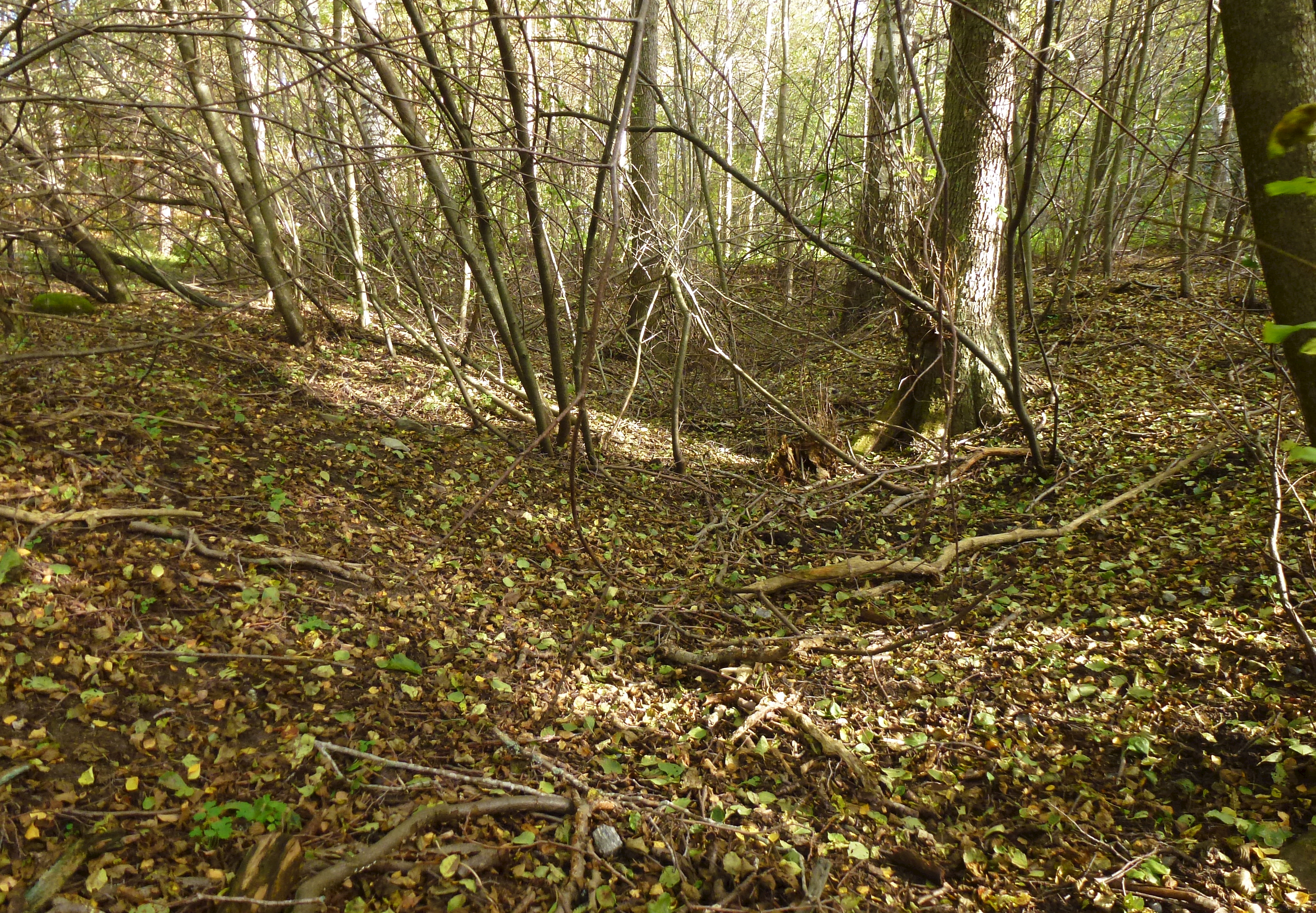
Den numera torra kanalen mellan Aspen och Bornsjön norr om Fiskarhagen syns som ett grunt dike (RAÄ-nummer Botkyrka 308:2).